# Nebahat
Nebahat ist ein türkischer weiblicher Vorname arabischer Herkunft mit der Bedeutung ‚Berühmtheit‘, ‚Ruhm‘, ‚Ehre(nhaftigkeit)‘.

## Namensträgerinnen
- Nebahat Akkoç (* 1956), kurdische Lehrerin armenisch-alevitischer Abstammung, Gründerin der Frauenorganisation Kamer
- Nebahat Albayrak (* 1968), niederländische Ex-Politikerin türkischer Herkunft
- Nebahat Güçlü (* 1965), deutsche Politikerin